# Championnat de RDA de football (Bezirksliga) Cottbus
La Bezirksliga Cottbus fut une ligue de football à l’époque de l’ancienne RDA.
Elle couvrait le territoire du district (en allemand : Bezirk) de Cottbus. Elle était située, dans l’actuel Land du Brandebourg. Au sud de ce district, les Kreise (Arrondissements) d'Hoyerswerda (de) et de Weißwasser (de) font maintenant partie du Land de Saxe, et le Kreis de Jessen (de) fait partie du Land de Saxe-Anhalt
Durant 31 des 38 saisons de son existence, cette ligue représenta le 3e niveau de la hiérarchie du football est-allemand. De la fin de saison 1954-1955 au terme de la compétition 1962-1963, elle fut le 4e niveau, en raison de la création de la II. DDR-Liga.

## Histoire
Avec la création de la République démocratique allemande, en octobre 1949, une ligue supérieure de football avait été mise sur pied par les autorités communistes dès la saison 1948-1949. Lors du championnat suivant, la plus haute division fut renommée DDR-Oberliga.

Les 15 Bezirke (districts) de 1952 à 1990.

Un an après cette ligue supérieure, la « section football » du Deutscher Sportausschuß (DS) (le comité chargé de la gestion et du contrôle des activités sportives en RDA) décida de constituer un second niveau. Celui-ci fut dénommé DDR-Liga.
En dessous de ces deux premiers niveaux, le football resta structuré sur base de la subdivision administrative du pays en Länder (Brandebourg, Mecklembourg, Saxe, Saxe-Anhalt et Thuringe) auxquels s’ajoutait la zone de Berlin-Est, choisi comme capitale de l’État.
En 1952, les autorités communistes modifièrent le découpage administratif de l’Allemagne de l’Est. Les Länder furent remplacés par 15 districts (en allemand : Bezirk) : District de Berlin, Dresde, Karl-Marx-Stadt, Leipzig, Gera, Erfurt, Suhl, Halle, Magdeburg, Cottbus, Potsdam, Frankfort/Oder, Neubrandenbourg, Schwerin, Rostock.
La structure sportive suivit le mouvement avec la création au sein de chaque Bezirk d’une division la plus haute appelée Bezirksliga.
Sous chaque Bezirksliga se trouvèrent des Bezirksklasse (dont le nombre varia selon la grandeur du district concerné).
La plupart du temps, la Bezirksliga fut jouée sous forme d’une série unique, mais il arriva que certaines comportent, temporairement deux tableaux ou plus.

## Palmarès

### 1952 à 1955 « (niveau 3) »
| Ordre | Saison    | Champion                   | Nom actuel                       | Promu | Remarques         |
| ----- | --------- | -------------------------- | -------------------------------- | ----- | ----------------- |
| 1     | 1952-1953 | BSG Aktivist Senftenberg   | FSV Glückauf Brieske-Senftenberg | Non   |                   |
| 2     | 1953-1954 | BSG Chemie Weissasser West | SV Grün-Weiss Weisswasser        | Oui   | promu en DDR-Liga |
| 3     | 1954-1955 | BSG Lokomitive Cottbus     | FSV Cottbus 99                   | Oui   | promu en DDR-Liga |

### Tour de transition (1955)
À la fin du championnat 1954-1955, les autorités est-allemandes décidèrent que les compétitions suivraient le modèle soviétique. C'est-à-dire qu’elles débutèrent au début du printemps et se terminèrent à la fin de l’automne de la même année calendrier. Durant l’automne 1955, il fut disputé un tour de transition (en allemand : Übergangsrunde) sans montée ni descente. Ce système s’arrêta après la saison 1960. Les compétitions reprirent alors selon un schéma plus conventionnel à partir de la fin de l’été 1961, soit huit mois après la fin de la saison précédente.
| Ordre | Saison | Champion            | Nom actuel         | Promu | Remarques                       |
| ----- | ------ | ------------------- | ------------------ | ----- | ------------------------------- |
| x     | 1955   | BSG Aktivist Welzow | Borussia 09 Welzow |       | Pas de montant ou de descendant |

### 1956 à 1963 « (niveau 4) »
En 1955, en plus du passage au modèle soviétique, les dirigeants communistes scindèrent la DDR-Liga, directement supérieure aux Bezirksligen. Si dans l’esprit des politiciens la DDR-Liga n’était que partagée en deux, il était clair que chaque Bezirksliga devint de facto une Division 4.
À partir de la saison 1958 et jusqu’à sa dissolution auterme du championnat 1962-1963 la II. DDR-Liga directement supérieure compta 5 séries. Les 15 champions de Bezirksliga y furent directement promus. En dehors de cette période, un tour final entre les champions de Bezirksliga désigna les montants.
| Ordre | Saison    | Champion                    | Nom actuel              | Promu | Remarques             |
| ----- | --------- | --------------------------- | ----------------------- | ----- | --------------------- |
| 4     | 1956      | BSG Chemie Schwarzheide     | BSG Chemie Schwarzheide | Non   |                       |
| 5     | 1957      | BSG Aktivist Laubusch       | SV Laubusch             | Oui   | Promu en II. DDR-Liga |
| 6     | 1958      | BSG Aktivist Welzow         | Borussia 09 Welzow      | Oui   | Promu en II. DDR-Liga |
| 7     | 1959      | BSG Aktivist Schwarze Pumpe | FC Lausitz Hoyerswerda  | Oui   | Promu en II. DDR-Liga |
| 8     | 1960      | BSG Aufbau Grossräschen     | SV Grossräschen         | Oui   | Promu en II. DDR-Liga |
| 9     | 1961-1962 | BSG Chemie Schwarzheide     | BSG Chemie Schwarzheide | Oui   | Promu en II. DDR-Liga |
| 10    | 1962-1963 | SG Dynamo Cottbus           | Disparu                 | Non   |                       |

### 1963 à 1991 « (niveau 3) »
À la suite de la dissolution de la II. DDR-Liga à la fin de la saison 1962-1963, chaque Bezirksliga redevint la Division 3.
À partir de la saison 1971-1972 et jusqu’au terme du championnat 1982-1983 la DDR-Liga directement supérieure compta 5 séries. Les 15 champions de Bezirksliga y furent directement promus. En dehors de cette période, un tour final entre les champions de Bezirksliga désigna les montants.
Lors des championnats 1961-1962, 1962-1963 et 1963-1964, la Bezirksliga Cottbus se joua en deux groupes. Les deux vainqueurs s'affrontèrent lors d'une finale pour désigner le champion (Bezirksmeister).
| Ordre | Saison    | Champion                         | Nom actuel                       | Promu | Remarques                                                 |
| ----- | --------- | -------------------------------- | -------------------------------- | ----- | --------------------------------------------------------- |
| 11    | 1963-1964 | BSG Aktivist Brieske-Ost         | FSV Glückauf Brieske-Senftenberg | Oui   | Promu en DDR-Liga                                         |
| 12    | 1964-1965 | BSG Aktivist Schwarze Pumpe      | FC Lausitz Hoyerswerda           | Non   | Promu en DDR-Liga                                         |
| 13    | 1965-1966 | BSG Aktivist Welzow              | Borussia 09 Welzow               | Non   |                                                           |
| 14    | 1966-1967 | BSG Aktivist Schwarze Pumpe      | FC Lausitz Hoyerswerda           | Oui   | Promu en DDR-Liga                                         |
| 15    | 1967-1968 | BSG Aktivist Brieske-Ost         | FSV Glückauf Brieske-Senftenberg | Non   |                                                           |
| 16    | 1968-1969 | BSG Aktivist Schwarze Pumpe      | FC Lausitz Hoyerswerda           | Non   |                                                           |
| 17    | 1969-1970 | BSG Aktivist Schwarze Pumpe      | FC Lausitz Hoyerswerda           | Oui   | Promu en DDR-Liga                                         |
| 18    | 1970-1971 | BSG Aktivist Brieske-Ost         | FSV Glückauf Brieske-Senftenberg | Oui   | Promu en DDR-Liga                                         |
| 19    | 1971-1972 | BSG Aufbau Grossräschen          | SV Grossräschen                  | Oui   | Promu en DDR-Liga                                         |
| 20    | 1972-1973 | BSG Aktivist Brieske-Ost         | FSV Glückauf Brieske-Senftenberg | Oui   | Promu en DDR-Liga                                         |
| 21    | 1973-1974 | BSG Lokomotive Cottbus           | FSV Cottbus 99                   | Oui   | Promu en DDR-Liga                                         |
| 22    | 1974-1975 | FC Energie Cottbus II            | FC Energie Cottbus               | Oui   | Promu en DDR-Liga                                         |
| 23    | 1975-1976 | BSG Aktivist Brieske-Senftenberg | FSV Glückauf Brieske-Senftenberg | Oui   | Promu en DDR-Liga                                         |
| 24    | 1976-1977 | FC Energie Cottbus II            | FC Energie Cottbus               | Non   | Le vice-champion, SG Dynamo Lübben, fut promu en DDR-Liga |
| 25    | 1977-1978 | TSG Lübbenau                     | TSG Lübbenau                     | Oui   | Promu en DDR-Liga                                         |
| 26    | 1978-1979 | FC Energie Cottbus II            | FC Energie Cottbus               | Non   | Le vice-champion, SG Dynamo Lübben, fut promu en DDR-Liga |
| 27    | 1979-1980 | TSG Lübbenau                     | TSG Lübbenau                     | Oui   | Promu en DDR-Liga                                         |
| 28    | 1980-1981 | BSG Aktivist Brieske-Senftenberg | FSV Glückauf Brieske-Senftenberg | Oui   | Promu en DDR-Liga                                         |
| 29    | 1981-1982 | BSG Lokomotive Cottbus           | FSV Cottbus 99                   | Oui   | Promu en DDR-Liga                                         |
| 30    | 1982-1983 | BSG Chemie Döbern                | SV Döbern                        | Oui   | Promu en DDR-Liga                                         |
| 31    | 1983-1984 | TSG Elsterwerda                  | SV Elster 08 Elsterwerda         | Non   |                                                           |
| 32    | 1984-1985 | BSG Lokomotive Cottbus           | FSV Cottbus 99                   | Non   |                                                           |
| 33    | 1985-1986 | BSG Chemie Guben                 | 1. FC Guben                      | Non   |                                                           |
| 34    | 1986-1987 | BSG Aktivist Brieske-Senftenberg | FSV Glückauf Brieske-Senftenberg | Non   |                                                           |
| 35    | 1987-1988 | BSG Chemie Guben                 | 1. FC Guben                      | Non   |                                                           |
| 36    | 1988-1989 | BSG Chemie Guben                 | 1. FC Guben                      | Oui   | Promu en NOFV-Liga                                        |
| 37    | 1989-1990 | BSG Empor Mühlberg               | SV Empor Mühlberg                | Oui   | Promu en Verbandsliga Brandenburg                         |
| 38    | 1990-1991 | SV Chemie Döbern                 | SV Döbern                        | Oui   | Promu en Verbandsliga Brandenburg                         |

## Classements des champions
Seize entités différentes remportèrent le titre de la Bezirksliga Cottbus. L'Aktivist Brieske-Senftenberg fut le plus titré.

Ancien logo du BSG Aktivist Brieske-Senftenberg

| Ordre | Clubs                               | Nom actuel                       | Titres | Autres appellations |
| ----- | ----------------------------------- | -------------------------------- | ------ | --- |
| 1     | BSG/SC Aktivist Brieske-Senftenberg | FSV Glückauf Brieske-Senftenberg | 7      | SG Brieske-Grube Marga, BSG Franz Mehring Marga, BSG Aktivist Brieske-Ost, SC Aktivist Brieske-Senftenberg |
| 2     | BSG Aktivist "Schwarze Pumpe"       | FC Lausitz Hoyerswerda           | 5      | créé en 1956 comme BSG Aktivist Schwarze Pumpe à Spremberg. Fusion avec BSG Einheit Spremberg. Déménagé à Hoyerswerda en 1959. En 1990 FSV Hoyerswerda |
| 3     | BSG Lokomotive Cottbus              | FSV Cottbus 99                   | 4      | SG Reichsbahn Cottbus, BSG Lokomotive Cottbus, ESV Cottbus |
| 4     | FC Energie Cottbus II               | FC Energie Cottbus               | 3      | créé comme SC Cottbus en 1963 et devint FC Energie Cottbus en 1966. |
| 5     | BSG Chemie Guben                    | 1. FC Guben                      | 3      | SG Guben-Mitte, BSG KWU Guben, BSG Fortschritt Guben, 1961 BSG Chemie "Wilhelm Pieck Stadt" Guben. Après 1990, SV Chemie Guben 1990 qui fusionna ESV Lok Guben, en 2006, pour former 1. FC Guben. |
| 6     | BSG Aktivist Welzow                 | Borussia 09 Welzow               | 3      | SG Welzow,ZSG Welzow |
| 7     | BSG Aufbau Grossräschen             | SV Grossräschen                  | 2      | SG Grossräschen, ZSG Grossräschen, BSG Chemie Grossräschen, BSG Aufbau Grossräschen. En 1990, fusion avec BSG Aktivist Grossräschen-Süd pour former SV Rekord Grossräschen. Depuis 1994, SV Grossräschen |
| 8     | TSG Lübbenau                        | TSG Lübbenau                     | 2      | Créé en 1963 par la fusion de la BSG Aktivist Lübbenau et de la BSG Turbine Lübbenau. |
| 9     | BSG Chemie Schwarzheide             | BSG Chemie Schwarzheide          | 2      | SG Schwarzheide, après 1990, FSV Grün-Weiß Schwarzheide, puis en 2010, reprise du nom BSG Chemie Schwarzheide |
| 10    | SG Dynamo Cottbus                   | Disparu                          | 1      | |
| 11    | BSG Chemie Döbern                   | SV Döbern                        | 1      | SG Döbern, 1952, BSG Chemie Döbern, après 1990 SV Döbern |
| 12    | TSG Elsterwerda                     | SV Elster 08 Elsterwerda         | 1      | SG Rot-Sport Elsterwerda qui devint la BSG Reichsbahn puis en 1953 la BSG Lokomotive. De son côté, le SG Biehla devint en 1948, le SG Schwarz-Gelb, puis en 1951, la BSG Motor Elsterwerda-Biehla. En 1974, la BSG Lokomotive et la BSG Motor fusionnèrent pour former TSG Elsterwerda. Le 01/06/1990, le club devint FC Rot-Weiss Elsterwerda puis en 2006 SV Elster 08 Elsterwerda. |
| 13    | BSG Aktivist Laubusch               | SV Laubusch                      | 1      | BC Erika, SG Jonny Schehr Erika, BSG Aktivist Laubusch, SV Aktivist Laubusch |
| 14    | BSG Empor Mühlberg                  | SV Empor Mühlberg                | 1      | SG Mühlberg puis en 1950, BSG Empor Brottewitz, en 1952 BSG Empor Mühlberg et après 1990, SV Empor Mühlberg |
| 15    | BSG Aktivist Senftenberg            | FSV Glückauf Brieske-Senftenberg | 1      | entra dans une fusion avec BSG Aktivist Brieske-Ost |
| 16    | BSG Chemie Weisswasser West         | SV Grün-Weiss Weisswasser        | 1      | SG Weisswasser |